# Малое Ящерово
Малое Ящерово — деревня в Серпуховском районе Московской области. Входит в состав Данковского сельского поселения (до 29 ноября 2006 года входила в состав Бутурлинского сельского округа).

## Население
| 2002 | 2006 | 2010 |
| ---- | ---- | ---- |
| 6    | ↘4   | →4   |

## География
Малое Ящерово расположено примерно в 10 км (по шоссе) на северо-восток от Серпухова, на левом берегу реки Речма (левый приток Оки), у западной стороны автодороги Крым, высота центра деревни над уровнем моря — 152 м. На 2016 год в деревне зарегистрировано 4 улицы и 5 садовых товариществ.

## Современное состояние
На 2016 год в деревне зарегистрировано 2 садовых товарищества. Малое Ящерово связано автобусным сообщением с райцентром и соседними населёнными пунктами.